# Albert Divo

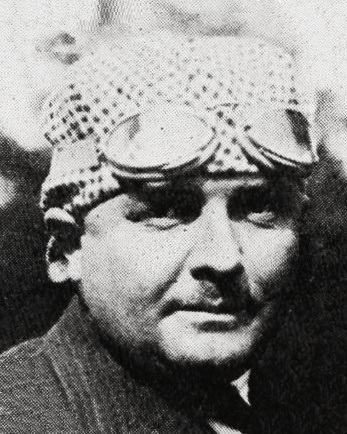
Albert Divo en 1929 (Targa Florio).

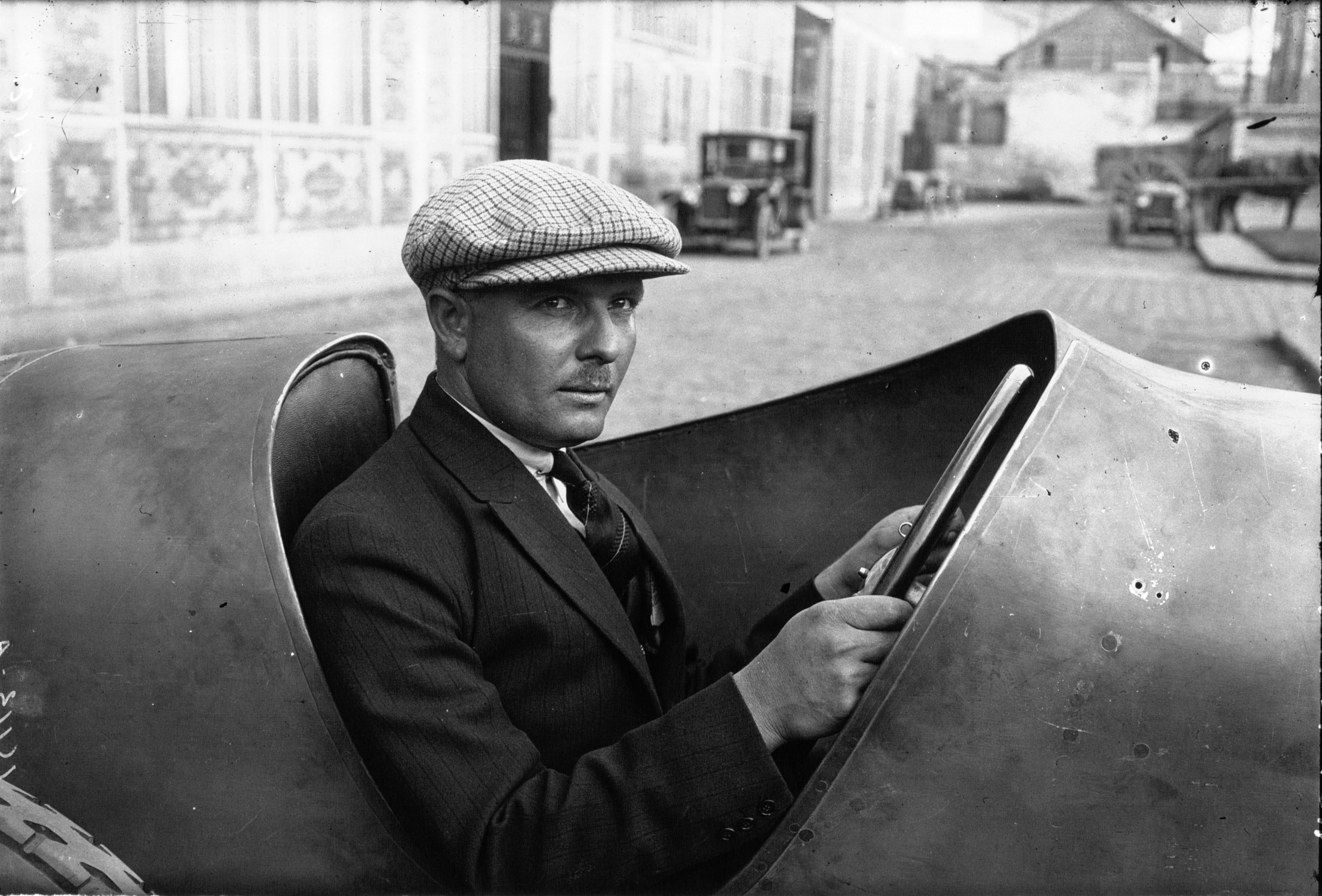
Albert Divo au Grand Prix de France de 1924.

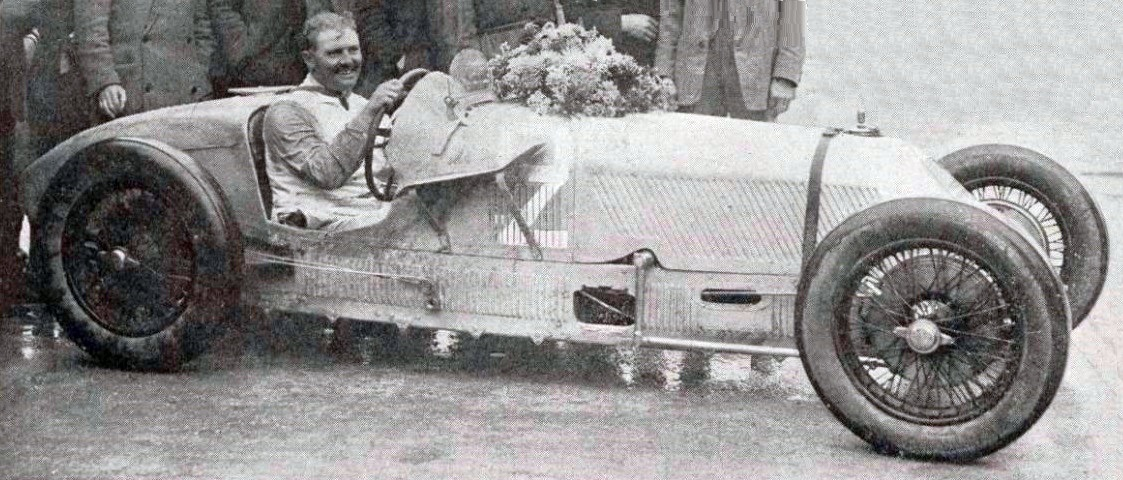
Albert Divo, vainqueur du Grand Prix du Salon en 1926, sur Talbot (à Montlhéry).

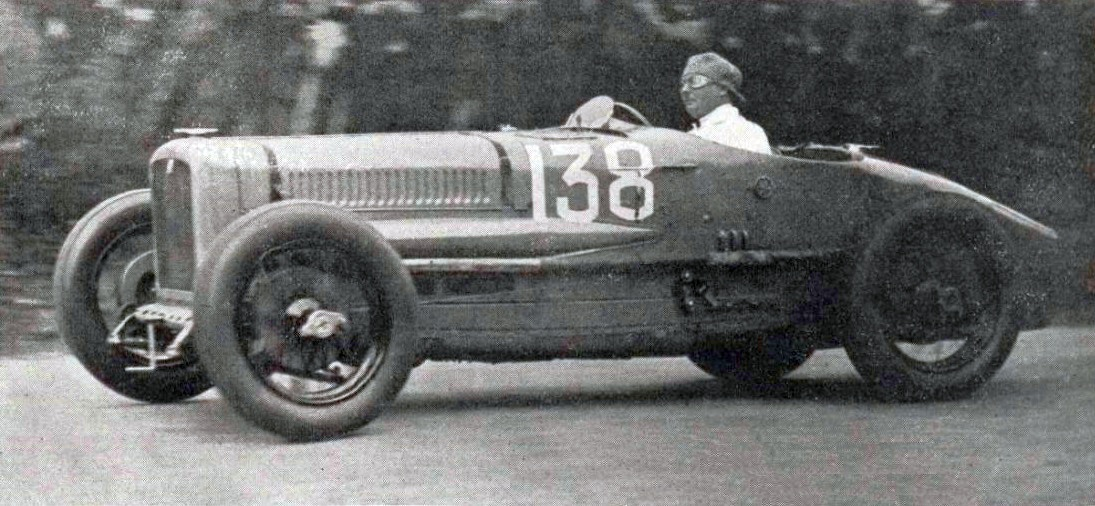
Albert Divo, vainqueur de la côte de Gaillon en 1926 sur Sunbeam-Talbot 4.0 l.

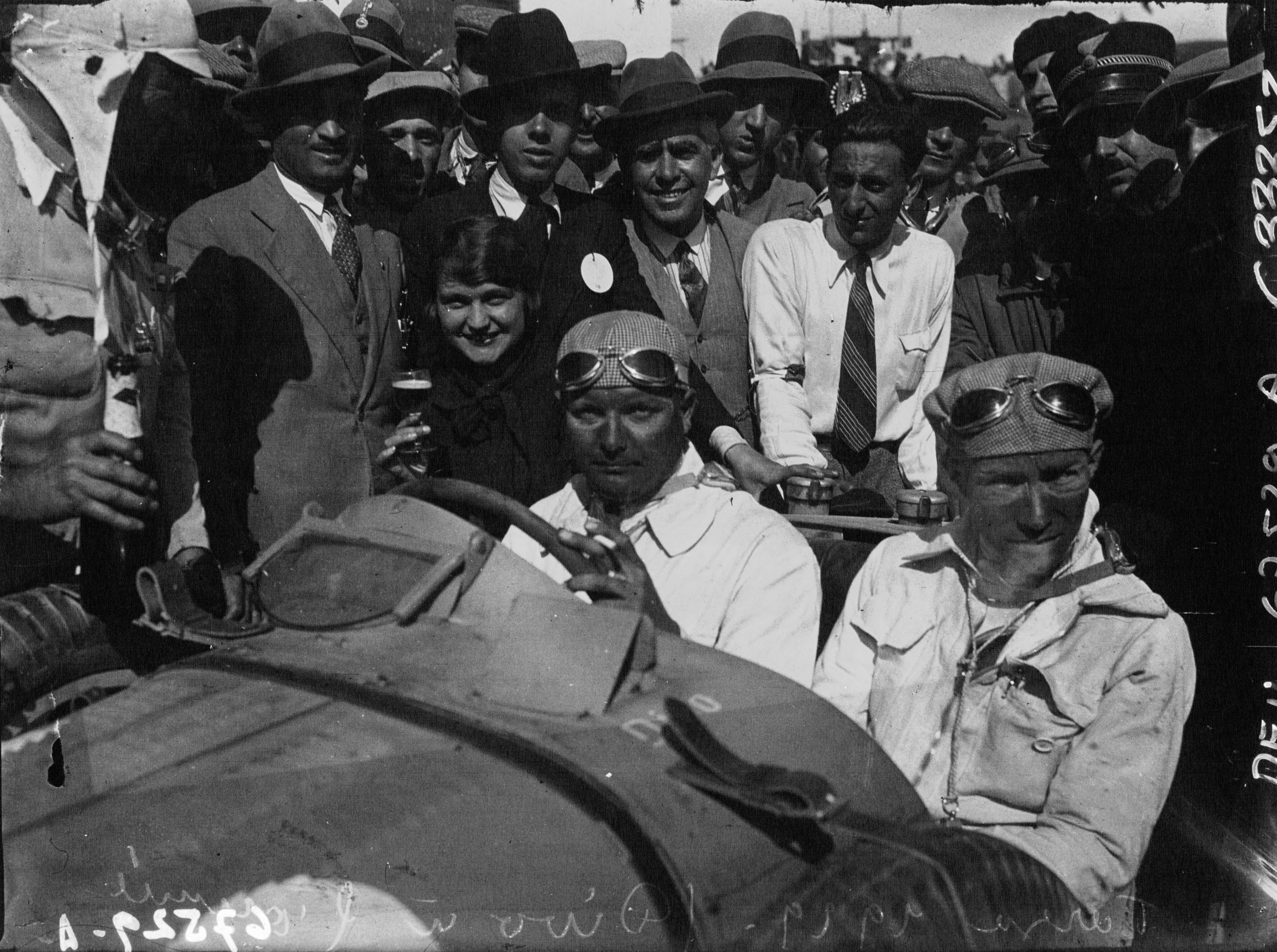
Albert Divo, vainqueur à la Targa Florio de 1929.

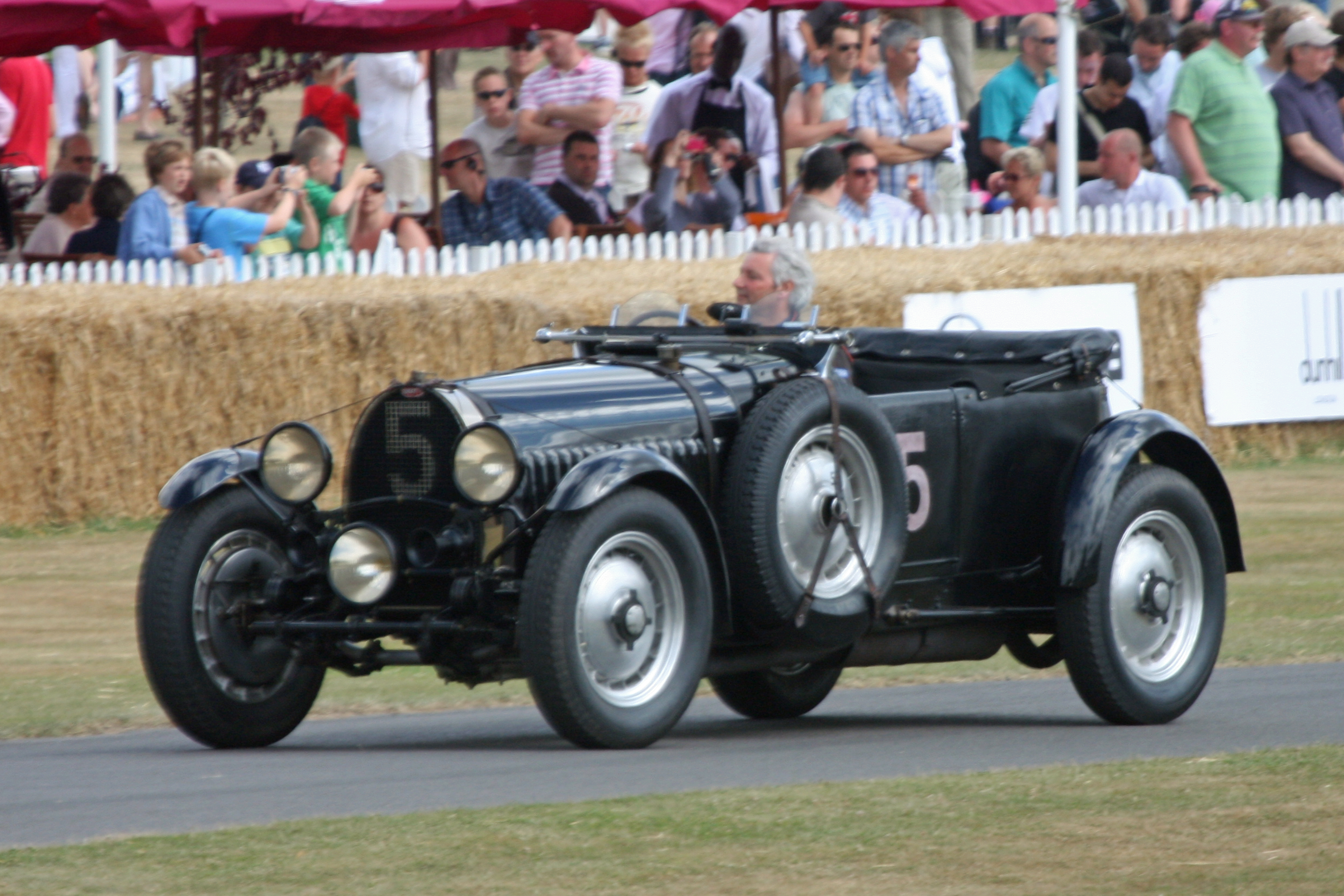
La Bugatti n°5 de Divo et Guy Bouriat aux 24 Heures du Mans 1931.

Albert Eugène Diwo, dit Albert Divo, né à Paris le 24 janvier 1895 et décédé à Morsang-sur-Orge le 19 septembre 1966 de crise cardiaque, est un pilote automobile français, sur circuits automobiles et en courses de côte.

## Biographie
Mécanicien de formation (à treize ans, pour moteurs de navires), sa carrière en sport automobile s'étale de 1919 à 1939. 
Il participe à l'International Tourist Trophy (course d'endurance) sur l'île de Man en 1922.
Il remporte cinq Grands Prix au total durant sa carrière, entre 1923 et 1927.
Il devient pilote officiel pour Ettore Bugatti à l'orée des années 1930 (de 1928 à 1933, à la suite du décès de Pietro Bordino), terminant troisième du premier championnat d'Europe des pilotes (1931).
En 1931 toujours (sur Bugatti Type 50S avec Guy Bouriat) et 1938 (sur Delahaye Type 145 avec l'italien Gianfranco Comotti), il participe aux 24 Heures du Mans (abandon), mais surtout il finit troisième du Championnat d'Europe des pilotes, associé à Guy Bouriat.
Il dispute de nombreuses courses en Angleterre et en Irlande durant les années 1930, faisant de fait changer l'orthographe de son nom durant cette période pour en conserver l'exacte prononciation en terres britanniques et fait aussi partie du conseil municipal de Morsang-sur-Orge à partir de 1935.
La pilote Bugatti Janine Jennky devenue sa compagne, il est employé après-guerre par la société Castrol. 
En 1962, il est l'un des membres fondateurs du Club International des Anciens Pilotes de Grand Prix F1, à Villars-sur-Ollon. 

## Hommages et postérité
- Chevalier de la Légion d'honneur (1953)[2].
- Bugatti lui rend hommage avec un modèle d'hypercar : la Bugatti Divo en 2018.

## Palmarès

### Victoires sur circuit
- Coupe des Voiturettes 1923 (XIIe et dernière édition), sur Talbot 70
- Grand Prix d'Espagne : 1923, sur Sunbeam (à Sitges-Terramar/Barcelone, soit Penya-Rhin).
- Grand Prix de France : 1925, sur Delage 2LCV 12 cylindres de son coéquipier Robert Benoist (Autodrome de Linas-Montlhéry).
- Grand Prix de Saint-Sébastien : 1925, sur Delage 2LCV avec André Morel (Circuit de Lasarte).
- Grand Prix du Salon : 1926, sur Talbot 700 (Autodrome de Linas-Montlhéry).
- Grand Prix de l'ACF : 1927 (Formule Libre), sur Talbot 1500 (Autodrome de Linas-Montlhéry)[3].
- Targa Florio : 1928 et 1929, sur Bugatti Type 35B puis C.
- Coppa Florio : 1928 et 1929, sur Bugatti Type 35B puis C.
- Grand Prix des Aviateurs : juin 1929, à Saint-Germain-en-Laye[4].

### Places d'honneur sur circuit
- 2e du Grand Prix de l'ACF 1923 sur Sunbeam (Tours).
- 2e du Grand Prix de l'ACF 1924 (Grand Prix d'Europe) sur Delage 2LCV (Lyon).
- 2e du Grand Prix de la Marne 1937 sur Talbot-Lago T150C.
- 3e du Grand Prix de Grande-Bretagne 1927 sur Delage (Circuit de Brooklands).
- 3e du Grand Prix d'Italie 1931 sur Bugatti Type 51 (avec Guy Bouriat).
- 3e du Grand Prix de l'ACF 1937 sur Talbot-Lago T150C.
- 4e des 3 Heures de Marseille en 1936 (Delahaye Type 135CS)
- 4e du Grand Prix de Pau 1937 (Talbot-Lago T150C).

### Courses de côte
- Courses de côte[5]
- Argenteuil (Paris) : 1923 et 1925, sur Delage "Sprint I" 5,0 l puis 6,0 l
- Double victoire à la Course de côte du Mont Ventoux : 1924 et 1925, sur Delage, version DH puis Sprint II.
- Les Alpilles (Avignon) : 1924 et 1925, sur Delage "Sprint I" 5,0 l puis 6,0 l
- Course de côte Nice - La Turbie : 1924, sur Delage "Sprint I" 5,0 l
- Course de côte de Val-Suzon (Dijon) : 1924, sur Delage "Sprint I" 5,0 l
- Massillan (Nîmes) : 1924, sur Delage "Sprint I" 5,0 l
- Ballon d'Alsace (Vosges) : 1924, sur Delage
- Les 17 Tournants (Dampierre) : 1925 et 1926, sur Delage "Sprint II" 6L, puis Talbot 700 1,5 l
- Course de côte Zbraslav - Jíloviště (Prague) : 1925, sur Delage "Sprint II" 6,0 l
- Planfoy (Forez) : 1925, sur Delage DH 12 cylindres.
- Phare (Biarritz) : 1925, sur Delage.
- Course de côte de Gaillon (Rouen) : 1926, sur Sunbeam-Talbot 4,0 l
- 2e de la course de côte du Col du Klausen : 1925 sur Delage 5,0 l

### Course sur route
- Toul-Nancy : 1924[6]